# Strada Nova

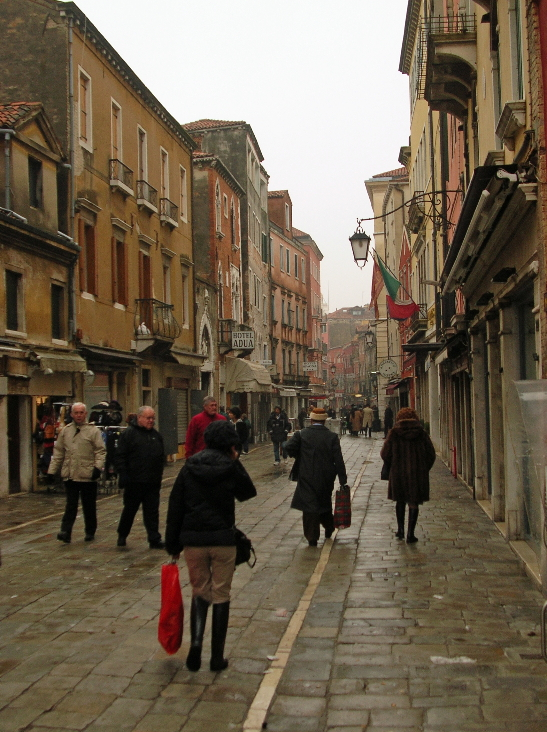
La Lista di Spagna desde el Campo San Geremia.

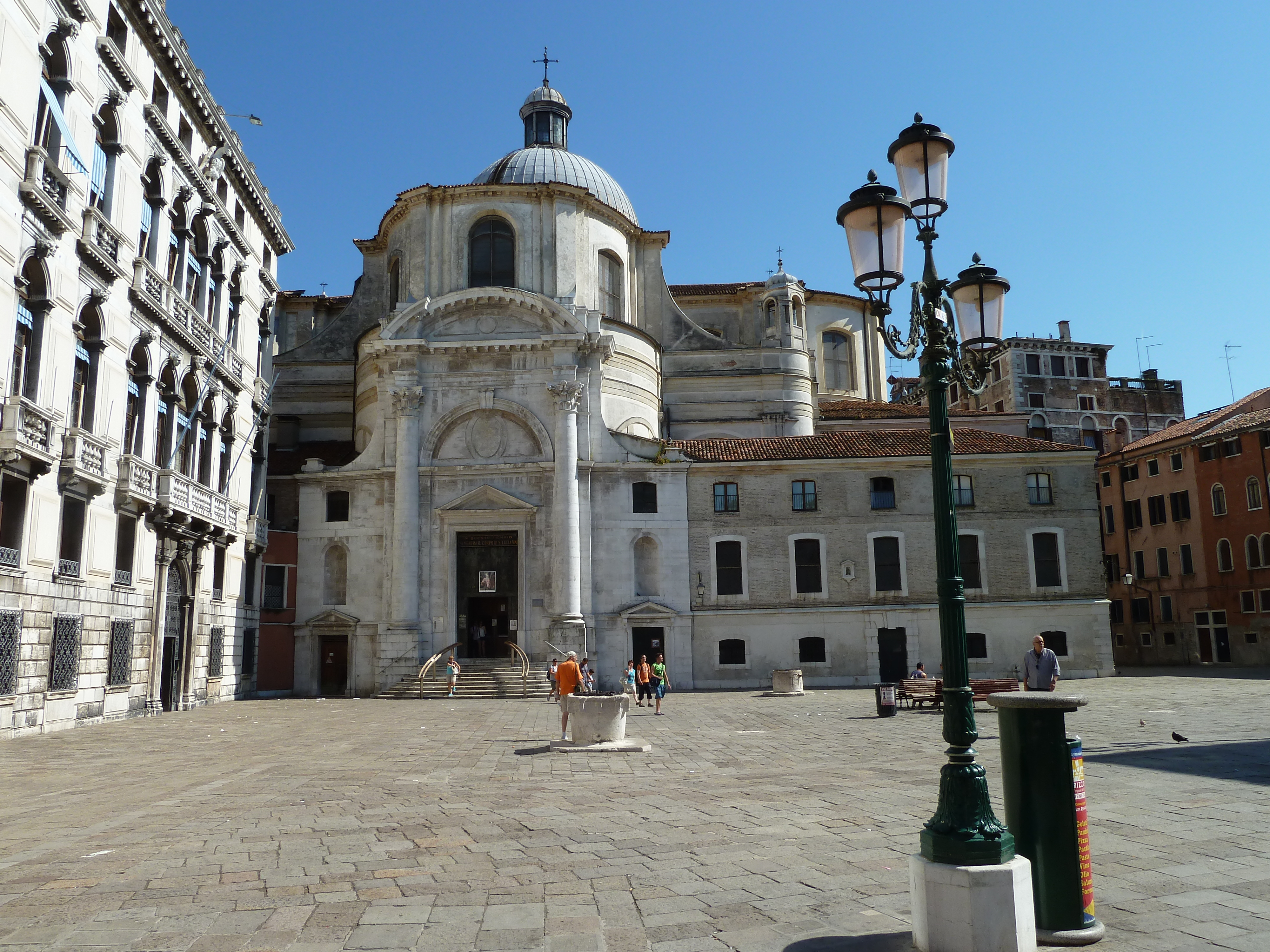
La iglesia de San Geremia.

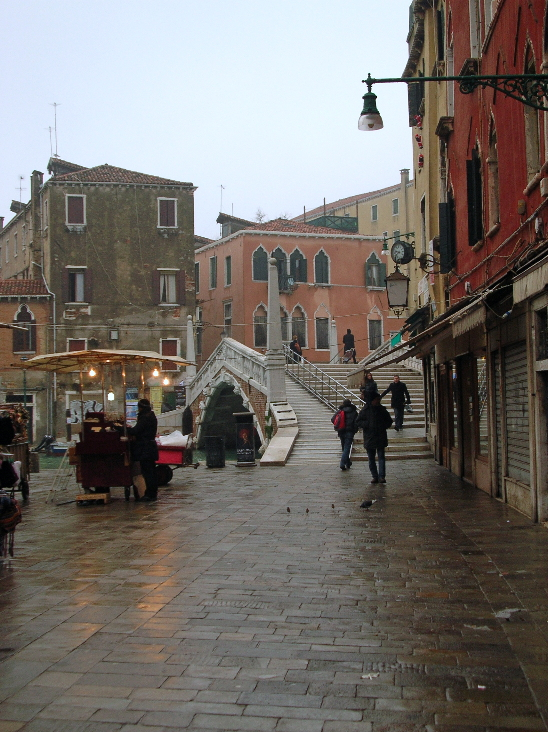
El Puente de las Agujas desde el Rio Terà San Leonardo.

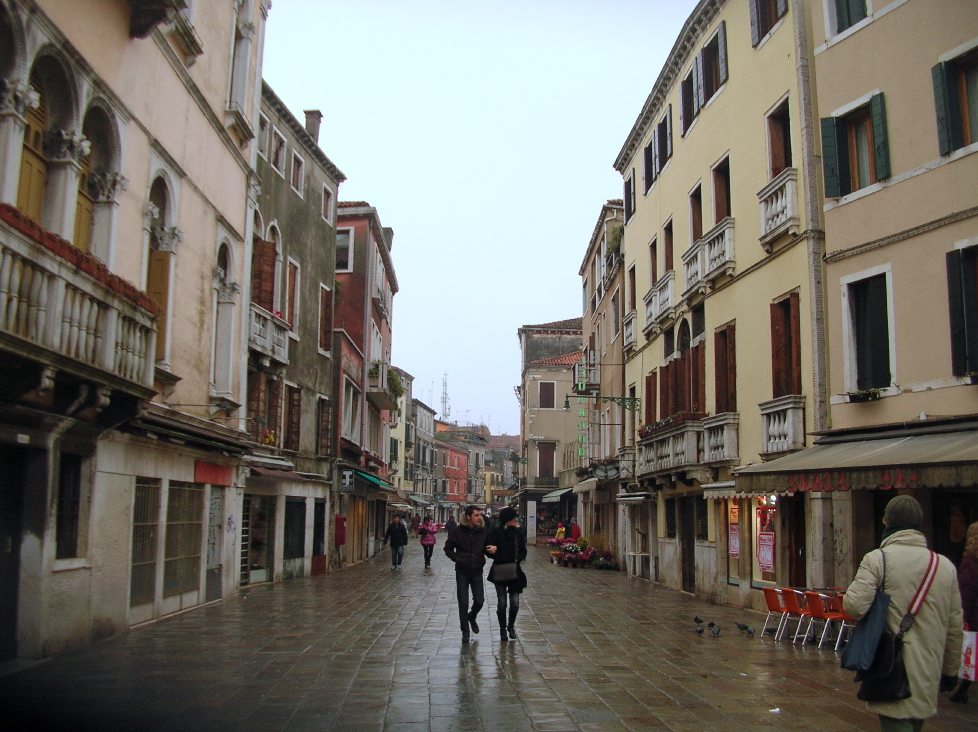
El Rio Terà San Leonardo.

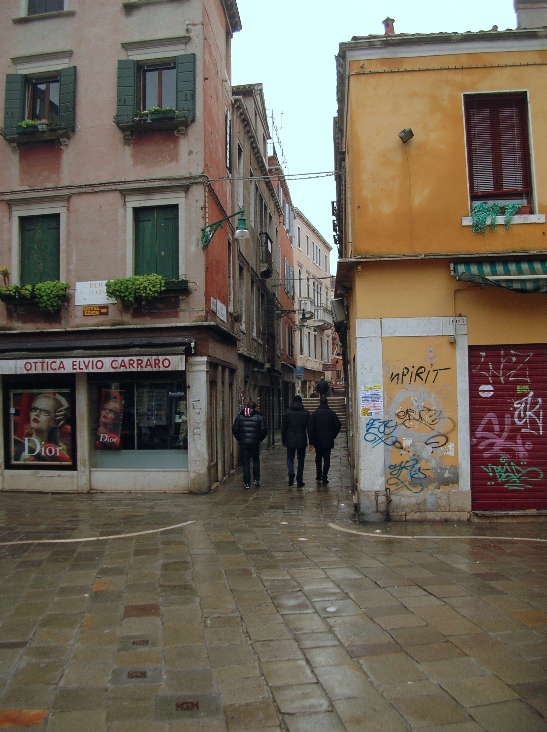
El estrechamiento de la Calle dell'Anconeta.

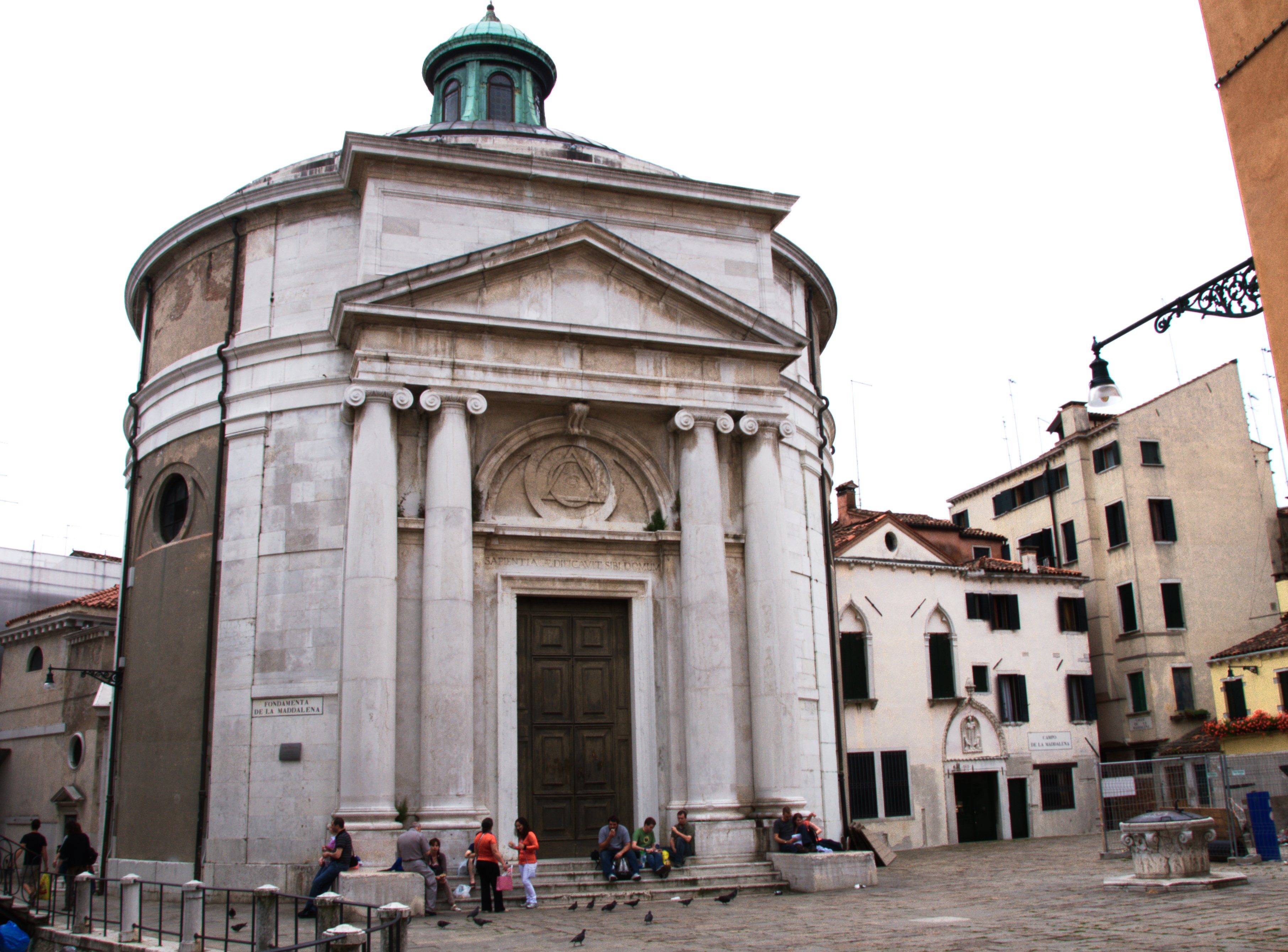
La iglesia de la Magdalena.

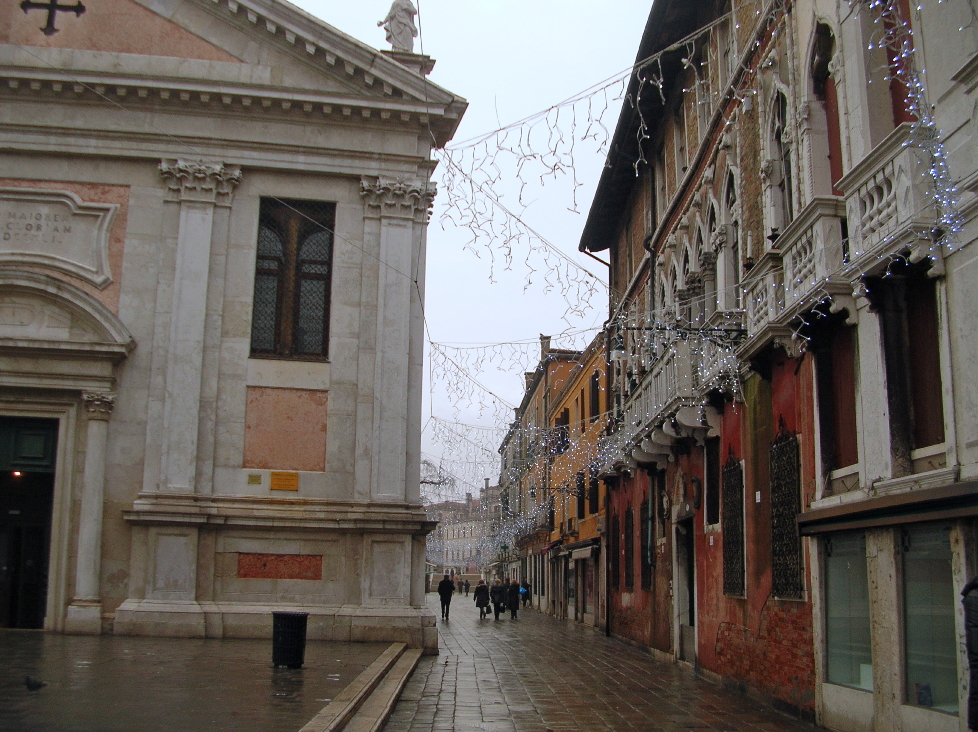
La Strada Nova a la altura de la iglesia de Santa Fosca.

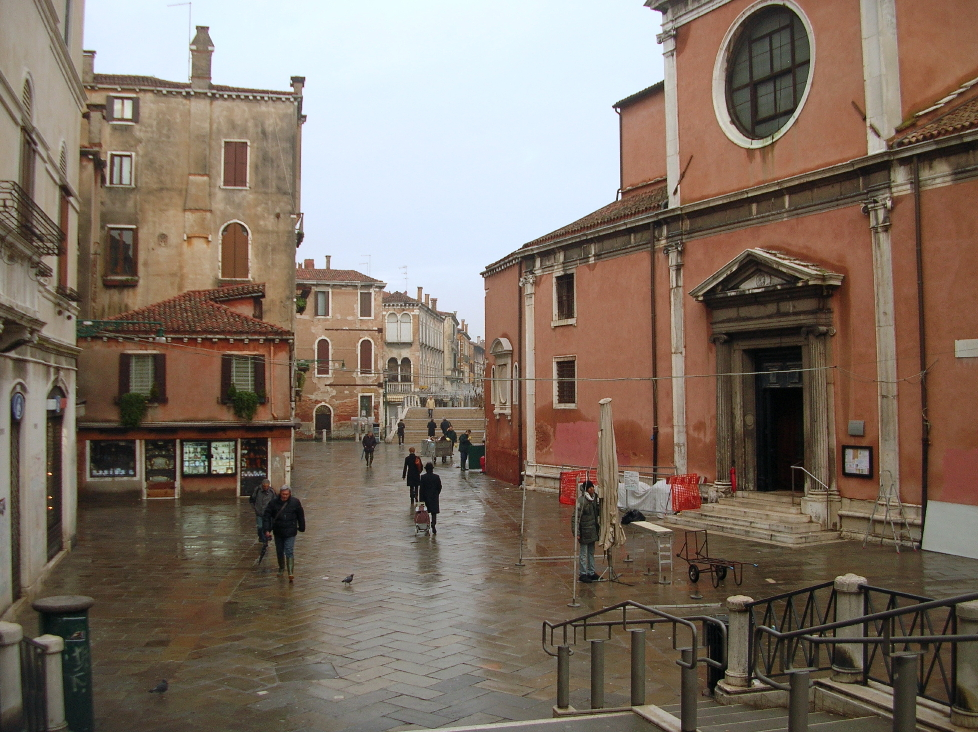
La Strada Nova a la altura de la iglesia de San Felice.

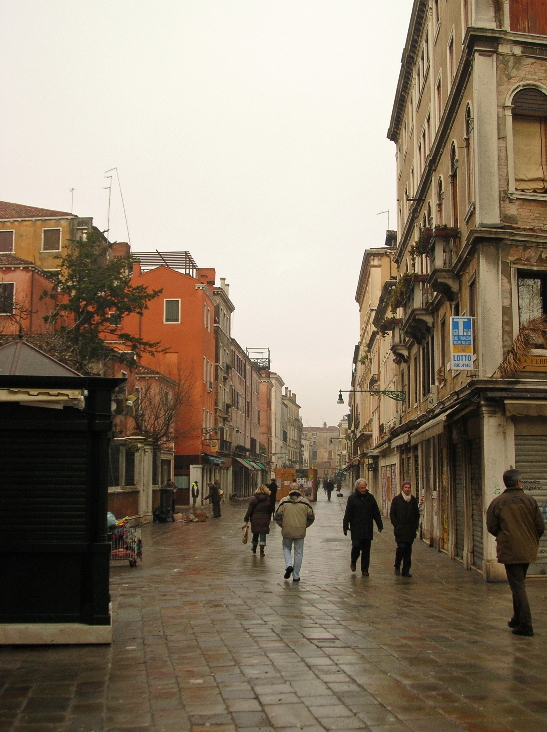
El final de la calle desde el Campo Santi Apostoli.

La Strada Nova es una importante arteria peatonal de la ciudad de Venecia, que constituye el eje viario principal del sestiere de Cannaregio y une la estación de Santa Lucia con Rialto, terminando en el Campo dei Santi Apostoli. Desde el punto de vista de la toponimia, el nombre Strada Nova propiamente dicho corresponde solo al último tramo entre Santa Fosca y el Campo dei Santi Apostoli. Sin embargo, la población usa habitualmente este nombre en referencia a todo el recorrido, que está constituido por anchas calles unidas mediante puentes y construidas durante el siglo xix para crear un acceso peatonal rápido entre Rialto y la estación del ferrocarril, demoliendo los edificios que delimitaban anteriormente un tortuoso recorrido entre estrechas calli.

## Historia
La Strada Nova, en su forma actual, es el resultado de una serie de intervenciones urbanísticas realizadas en momentos sucesivos y en general no enmarcadas en un único proyecto orgánico, excepto la intervención final de conexión entre Santa Fosca y el Campo dei Santi Apostoli.
La primera intervención data de 1818, bajo el gobierno austríaco, y consistió en el soterramiento del Rio dei Do Ponti, en el tramo comprendido entre el Puente de las Agujas y el Campo dell'Anconetta. Esta intervención estuvo motivada tanto por razones de salubridad como por la necesidad de revitalizar el sestiere de Cannaregio —que en esa época era todavía una zona periférica y deprimida— creando un importante eje peatonal para favorecer el comercio y el desarrollo de la zona. Por su recorrido, este soterramiento condicionó todas las intervenciones posteriores, convirtiéndose en el punto de inserción principal de las prolongaciones posteriores.
La segunda intervención, realizada también bajo el gobierno austríaco, fue el soterramiento en 1844 de los rii dei Sabbioni y dell'Isola, en la zona de la Lista di Spagna, creando así una amplia conexión peatonal desde la iglesia degli Scalzi y el Campo San Geremia hasta el Puente de las Agujas, prolongando la intervención anterior hasta la recién construida estación ferroviaria. En este caso, la motivación principal del soterramiento estaba relacionada con la nueva viabilidad creada por la conexión ferroviaria con el continente y con el consiguiente cambio urbanístico del centro de gravedad de la ciudad del eje San Marco-Castello hacia el eje estación-Rialto. Previamente, la parte interior y septentrional del sestiere de Cannaregio era una zona periférica, y el centro de las actividades de la ciudad estaba concentrado a lo largo del Gran Canal y en la zona de Rialto, San Marcos y el Arsenal. En consecuencia, el flujo peatonal de la zona estaba constituido esencialmente por el tráfico residencial local y no había necesidad de simplificar ni agilizar la viabilidad. Tras la construcción del puente ferroviario, realizada entre 1841 y 1846, y la consiguiente transformación de la zona de Santa Lucia en terminal hacia el continente, se produjo un cambio en el papel urbano del barrio y, ante la falta de un servicio público de transporte acuático de los pasajeros, surgió la necesidad de facilitar recorridos peatonales rápidos entre la estación ferroviaria y el centro logístico de la ciudad (Rialto).
El último tramo de la Strada Nova fue planificado y realizado por el gobierno italiano tras la anexión de la ciudad al Reino de Italia, producida en 1866. Después de largos debates, se llegó a una elección final entre dos proyectos: uno firmado por Niccolò Papadopoli, que contemplaba una calle completamente rectilínea entre el Campo dei Santi Apostoli y Santa Fosca, con amplias demoliciones, y otro más flexible firmado por Meduna, con un recorrido paralelo al del otro proyecto, pero con una anchura inferior y menos invasivo en términos de demoliciones, dado que seguía en gran parte la viabilidad ya existente, rectificándola, ensanchándola y simplificándola. Finalmente, se escogió y se realizó el proyecto de Papadopoli y la nueva calle, dedicada originalmente a Víctor Manuel II, fue inaugurada finalmente el 2 de septiembre de 1871, completando así el recorrido entre Rialto y la estación de ferrocarril.
La calle presenta una anchura media de diez metros, con un único estrechamiento constituido por la Calle dell'Anconetta: en la época de la intervención, se dijo que este tramo no se ensanchó porque esto habría implicado la demolición de la vivienda del ingeniero municipal jefe. En los momentos de mayor afluencia de personas (típicamente durante carnaval), en la Calle dell'Anconetta (al igual que en la Salizzada S. Giovanni Grisostomo, que une el Campo S. Apostoli con Rialto) se instituye el sentido único peatonal y se desvía el otro sentido hacia otras calli.

## Recorrido

### De los Scalzi a San Geremia (Lista di Spagna)
Partiendo de la estación, el primer tramo que se encuentra es el rio terà de la Lista di Spagna, realizado en 1844 soterrando el Rio dei Sabbioni. La calle se llama así porque en ella, en el Palazzo Frigerio o Friziero (desde 1613 Palazzo Zeno y ahora Grand Hotel Principe), se encontraba la sede del embajador español en la República de Venecia. El término lista procede del hecho de que la República marcaba (listava) con piedra de Istria las residencias de los embajadores extranjeros, delimitando el tramo dentro del cual se podían disfrutar de las inmunidades diplomáticas.
El tramo de la Lista di Spagna se caracteriza por la presencia de numerosos hoteles y actividades comerciales de tipo turístico. No obstante, también se encuentran aquí algunos edificios importantes. El primero es el Palazzo Calbo Crotta, objeto de numerosas intervenciones entre los siglos xv y xvii y que por esto presenta una mezcla de estilos que van del gótico al barroco. Poco más adelante se encuentra el Palazzetto Lezze, de estilo gótico veneciano, que data del siglo xv. En el lado izquierdo, en el Palazzo Zeno se encuentra el Istituto Orfanotrofio Manin, un orfanato que se constituyó gracias a un legado muy importante de Ludovico Manin, último dux de Venecia. Más adelante, en el lado derecho hay un portal gótico del siglo xv que posteriormente sirvió como entrada del Palazzo Morosini dalla Tressa.
Al final de la Lista di Spagna se abre el Campo San Geremia, con la iglesia homónima, en la que están custodiados los restos mortales de santa Lucía de Siracusa. Estas reliquias inicialmente se encontraban en la iglesia de Santa Lucia, que daba hacia el Gran Canal y fue demolida en 1860, cuando el gobierno decidió ampliar la estación ferroviaria de Venecia, que todavía lleva su nombre. Por sus amplias dimensiones, en los tiempos de la República este campo se usaba a menudo como zona para partidos del juego de la pelota o corridas de toros. También da hacia este mismo campo el Palazzo Labia, que alberga la sede regional de la RAI en el Véneto y que tiene en su interior frescos de Giovanni Battista Tiepolo. La Salizzada San Geremia conduce finalmente al Puente de las Agujas, que cruza el Canal de Cannaregio.

### Desde San Geremia al Rio di Noale
Atravesado el Puente de las Agujas se llega al Rio Terà San Leonardo. A la derecha, en un ensanchamiento, está la iglesia de San Leonardo, que fue desconsagrada por edicto de Napoleón Bonaparte en 1810, junto con muchas otras iglesias e instituciones religiosas, y que se convirtió en la primera sede de la Scuola della Carità. Poco más adelante, en el lado izquierdo, se encuentra el Palazzo della Torre, del siglo xv, considerado uno de los edificios más bonitos y prestigiosos de toda la calle. Este rio terà termina en el amplio ensanchamiento del Campiello dell'Anconetta, justo antes del único estrechamiento del recorrido, la Calle dell'Anconetta, que mediante el puente homónimo conduce al Rio Terà della Maddalena.
El Rio Terà della Maddalena parece que fue el primer caso en Venecia de una intervención de soterramiento de un canal para obtener una calle: este soterramiento se habría producido en 1398. Tras atravesar el Ponte dell'Anconetta, a la derecha una amplia calle conduce a la entrada posterior del Palazzo Vendramin Calergi, cuya fachada principal da hacia el Gran Canal. Este palacio fue la residencia de Richard Wagner en sus últimos años de vida (el compositor falleció en sus habitaciones) y alberga la sede invernal del Casino de Venecia.
En el lado izquierdo se encuentran el gótico Palazzo Contin (siglo xv) y el más tardío Palazzo Donà dalle Rose (siglo xvii). Al final del rio terà se encuentra el Campo della Maddalena, con la iglesia homónima, caracterizada por una planta circular. En el Campo della Maddalena se encontraba antiguamente un palacete fortificado, el llamado Castello dei Baffo, cuya torre fue utilizada posteriormente como campanario para la iglesia de la Magdalena hasta 1881, cuando se construyó un nuevo campanario. Superado el Ponte Zancani, se encuentra a la izquierda el amplio Campo di Santa Fosca con el monumento a Paolo Sarpi y la fachada de la iglesia homónima, que fue reconstruida por primera vez en 1679 y posteriormente modificada en 1733, tras un incendio. Frente al lado derecho de la iglesia se encuentra el Palazzo Correr (siglo xv) de estilo gótico, con elementos añadidos en el siglo xviii.
También en el lado derecho, poco después del Palazzo Correr, se encuentra la Farmacia Ponci, todavía en funcionamiento, que es la farmacia más antigua de Venecia y que ha mantenido sus interiores originales del siglo xvii. Tiene una estructura a dos cuerpos (atrio y farmacia propiamente dicha), muebles de nogal originales de la época y recipientes para medicinas de vidrio y mayólica del siglo xviii.
Al final de este tramo se llega al Rio di Noale y al Ponte Nicolò Pasqualigo, construido en 1870. En el lado izquierdo se encuentra la fachada del Palazzo Donà Giovanelli, de estilo gótico, que data de la primera mitad del siglo xv y se caracteriza por la presencia de bíforas en la esquina y de un importante ventanal central.

### Desde el Rio di Noale hasta los Santi Apostoli
Superado el Rio di Noale, a la izquierda se encuentra la iglesia de San Felice, una de las más antiguas de la ciudad. Fue fundada en el siglo x y renovada antes del siglo xiii y posteriormente en las primeras décadas del siglo xvi. Inmediatamente después de la iglesia, se encuentra el Ponte di San Felice y empieza el tramo final del recorrido, que es el que toponímicamente es la Strada Nova propiamente dicha. La segunda calle a la derecha conduce a la entrada de la Ca' d'Oro, que tiene su fachada hacia el Gran Canal. Poco más allá, a la izquierda, se encuentra la iglesia de Santa Sofia, que no tiene fachada pues su estructura —incluido el campanario— está completamente rodeada por casas. Además, la entrada de la iglesia es prácticamente indistinguible de las otras entradas privadas adyacentes.
Frente a la iglesia de Santa Sofia, a la derecha, se abre el Campo Santa Sofia, que es uno de los pocos que tiene una salida directa hacia el Gran Canal. En él se encuentra el Palazzo Sagredo, cuya fachada da hacia el Gran Canal y que está decorado en el interior con obras de Sebastiano Ricci. Poco más allá, también a la derecha, se encuentra la entrada del Palazzo Michiel dalle Colonne, cuya fachada también da hacia el Gran Canal y que en el pasado albergaba una importante colección privada con obras de Giovanni Bellini (La Piedad, Virgen con el ángel entre el Bautista y una santa), ahora expuestas en las Galería de la Academia.
Al final de la calle, justo antes del Campo dei Santi Apostoli, en el lado derecho se encuentra la Scuola dell'Angelo Custode del siglo xviii, atribuida a Andrea Tirali y usada como iglesia luterana por los alemanes residentes en la ciudad después de que en 1812 se suprimiera el Fondaco dei Tedeschi. Este edificio alberga obras de Sebastiano Ricci y un Cristo bendiciendo de la escuela de Tiziano, trasladado aquí desde el Fondaco dei Tedeschi. El recorrido termina en el amplio Campo dei Santi Apostoli, en el que se encuentra la iglesia homónima.